# Плавшкий Ровт
Плавшкий Ровт (словен. Plavški Rovt) — поселення в общині Єсеніце, Горенський регіон, Словенія. Висота над рівнем моря: 860 м.